# Lisímaco de Egipto

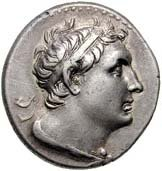
Moneda del rey Ptolomeo III.

Lisímaco (en griego Λυσιμαχoς; siglo III a. C.) fue un hijo del Rey Ptolomeo II Filadelfo (283-246 a. C.) de su esposa Arsínoe, la hija de Lisímaco, rey de Tracia. Sobrevivió tanto a su hermano Ptolomeo III Evergetes (246-221 a. C.), como a su sobrino, Ptolomeo IV Filopator (221-204 a. C.); pero finalmente fue ejecutado por Sosibio, primer ministro y persona de confianza de Ptolomeo V Epífanes (204-181 a. C.).